# Padre Speranza
Padre Speranza è un film per la televisione del 2005 diretto da Ruggero Deodato.

## Trama
Don Carlo Vasari è un prete anticonformista spesso in disaccordo con gli alti gerarchi della Chiesa. Per questo motivo viene mandato in un carcere minorile a Crotone, nel sud Italia. Nino, un detenuto sedicenne, viene accusato di omicidio ma padre Speranza non crede alla sua colpevolezza e intraprende una coraggiosa indagine personale per scagionarlo.

## Curiosità
- Inizialmente era previsto che fosse una serie TV e non un film TV, ma poi venne girato soltanto l'episodio pilota.
- Nonostante le riprese fossero state effettuate nel 2001 e terminate nello stesso anno, il film (il cui lancio era inizialmente previsto per il 2002) venne trasmesso in Italia per la prima volta il 28 dicembre 2005 su Rai 2.
- Bud Spencer nel film interpreta due brani, uno è nei titoli di testa, l'altro all'interno del film.